# Digitale Streckenmaut

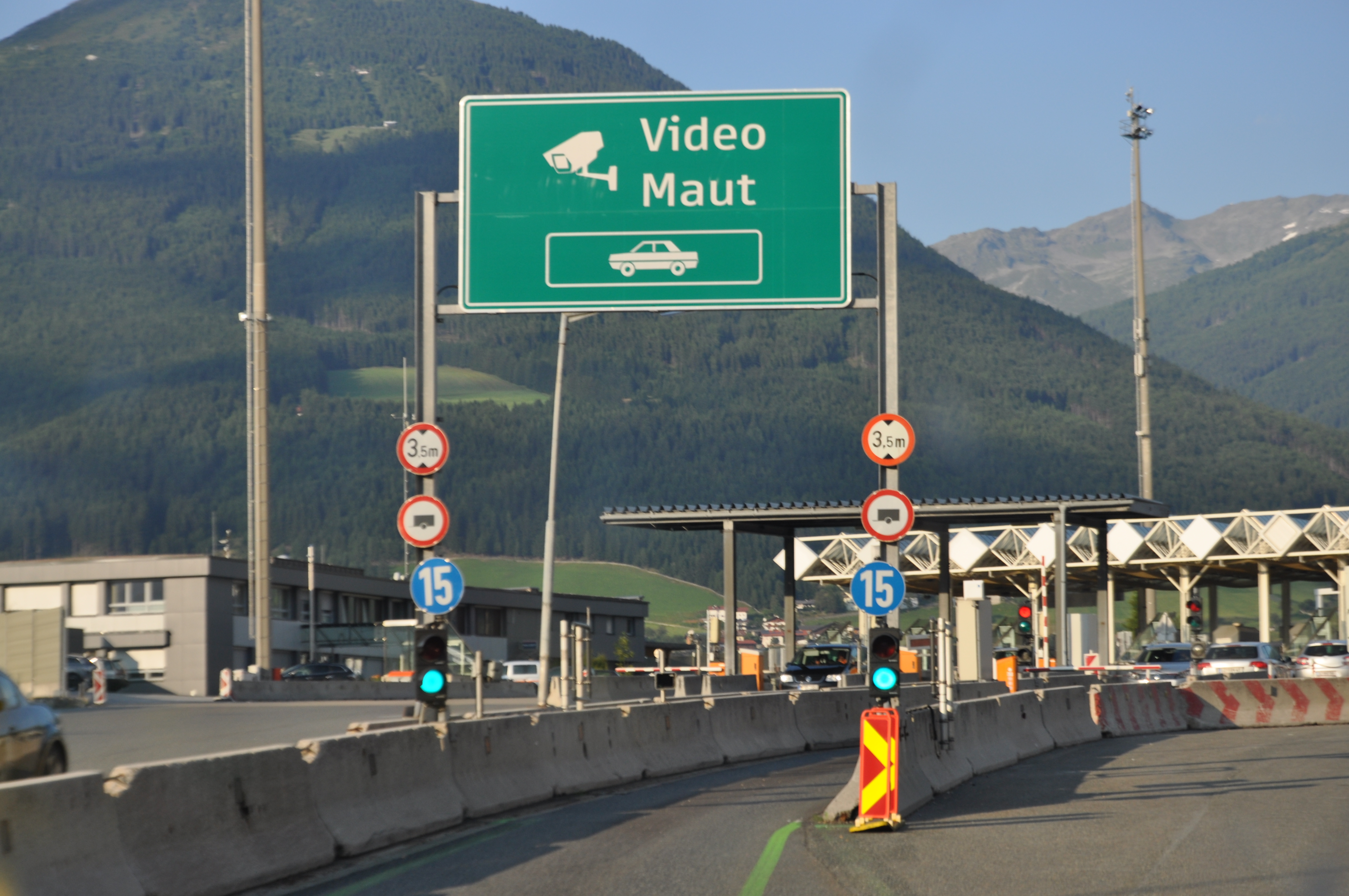
Digitale Streckenmaut der A 13, Mautstelle Schönberg Richtung Süden

Die Digitale Streckenmaut (ehemals Videomaut) ist ein System der ASFINAG (Autobahn- und Schnellstraßen-Finanzierungs-Aktiengesellschaft), das dem Straßenbenutzer das Bezahlen der Sondermautstrecken vereinfachen soll und ausschließlich für Kraftfahrzeuge mit einem höchstzulässigen Gesamtgewicht von bis zu 3,5 Tonnen (Pkw, Motorräder, leichtere Wohnmobile usw.) gilt. Mit der Digitalen Streckenmaut muss der Fahrer nicht mehr an der Mautstation anhalten, sondern fährt dort durch eine spezielle, in grüner Farbe gekennzeichnete und per Video kontrollierte Fahrspur. Abgleich des Kfz-Kennzeichens und Freischaltung der Durchfahrt erfolgen hier vollautomatisch.
Der Abgleich des Kennzeichens und Freischaltung der Durchfahrt erfolgen ebenso automatisch, sollte ein zur Digitalen Streckenmaut angemeldetes Fahrzeug eine normale Kassenspur passieren. Aus technischen Gründen sollen Fahrzeuge mit Anhänger oder über 2 Meter Karosseriebreite, sowie Motorräder an den meisten Mautstellen immer die normalen Kassenspuren benutzen, auch wenn sie für die Digitale Streckenmaut registriert sind.
Das System wurde ab 1991 eingeführt und war ursprünglich für die Inhaber von Jahreskarten vorgesehen. Inzwischen kann die Digitale Streckenmaut auch für einzelne Fahrten in Anspruch genommen werden. Diese gibt es online im ASFINAG-Webshop, über eine mobile App oder an vielen Raststationen und Tankstellen in Österreich.
Seit 2020 bietet die ASFINAG die Möglichkeit, mit dem Service „Digitale Streckenmaut FLEX“ noch einfacher durch die sechs Mautstellen zu fahren. Kein Anhalten mehr, kein vorheriges Kaufen jeweiliger Streckenmaut-Tickets für die verschiedenen Abschnitte – mit FLEX erfolgt eine automatische Abrechnung nach jeder Fahrt. Dafür muss das Kennzeichen im ASFINAG-Mautshop hinterlegt und ein Zahlungsmittel ausgewählt werden.
Beim Kauf einer Digitalen Streckenmautkarte wird keine echte Karte ausgegeben, die beim Kauf erhaltene Bestellbestätigung soll jedoch im Fahrzeug mitgeführt werden.
Sollte ein nicht registriertes Fahrzeug versehentlich in die Video-Sonderspur einfahren, oder das Autokennzeichen dort nicht erkannt werden (z. B. durch Verschmutzung), wird es zu einer normalen Kassenspur ausgeleitet.
Der Preis für eine Digitale Streckenmautkarte stimmt mit dem Preis für die manuelle Bemautung exakt überein. Die Digitale Streckenmautkarte kann für folgende Sondermautstrecken erworben werden:
- A 9 Pyhrn Autobahn (Bosruck)
- A 9 Pyhrn Autobahn (Gleinalm)
- A 10 Tauern Autobahn (nur Hauptmautstelle)
- A 13 Brenner Autobahn (Gesamtstrecke)
- S 16 Arlberg-Straßentunnel
- A 11 Karawankentunnel

Das Digitale Streckenmautsystem kann sowohl von inländischen als auch von ausländischen Pkw benutzt werden. Die gesonderte Digitale Streckenmautspur ist nur für Pkw ohne Anhänger mit einer Fahrzeugbreite von weniger als 2 m befahrbar.